# Aston Martin DB5
Aston Martin DB5 – samochód marki Aston Martin produkowany od 1963 do 1965 roku. Jest ulepszoną wersją modelu DB4. DB5 był pierwszym samochodem agenta Jamesa Bonda. Pojawił się w filmach Goldfinger, Operacja Piorun, GoldenEye, Jutro nie umiera nigdy, Casino Royale, Skyfall, Spectre i Auta 2.
Największą różnicą pomiędzy DB4 a DB5 jest silnik – jego pojemność została powiększona z 3700 cm³ do 4000 cm³. Prędkość maksymalna DB5 wynosi 230 km/h.

## Dane techniczne

### Silnik
- R6 4,0 l (3995 cm³)[1], 2 zawory na cylinder, DOHC
- Układ zasilania: gaźnik
- Średnica × skok tłoka: 96,00 mm × 92,00 mm
- Stopień sprężania: 8,8:1
- Moc maksymalna: 282 KM (207 kW)[1] przy 5500 obr./min
- Maksymalny moment obrotowy: 390 N•m przy 3850 obr./min

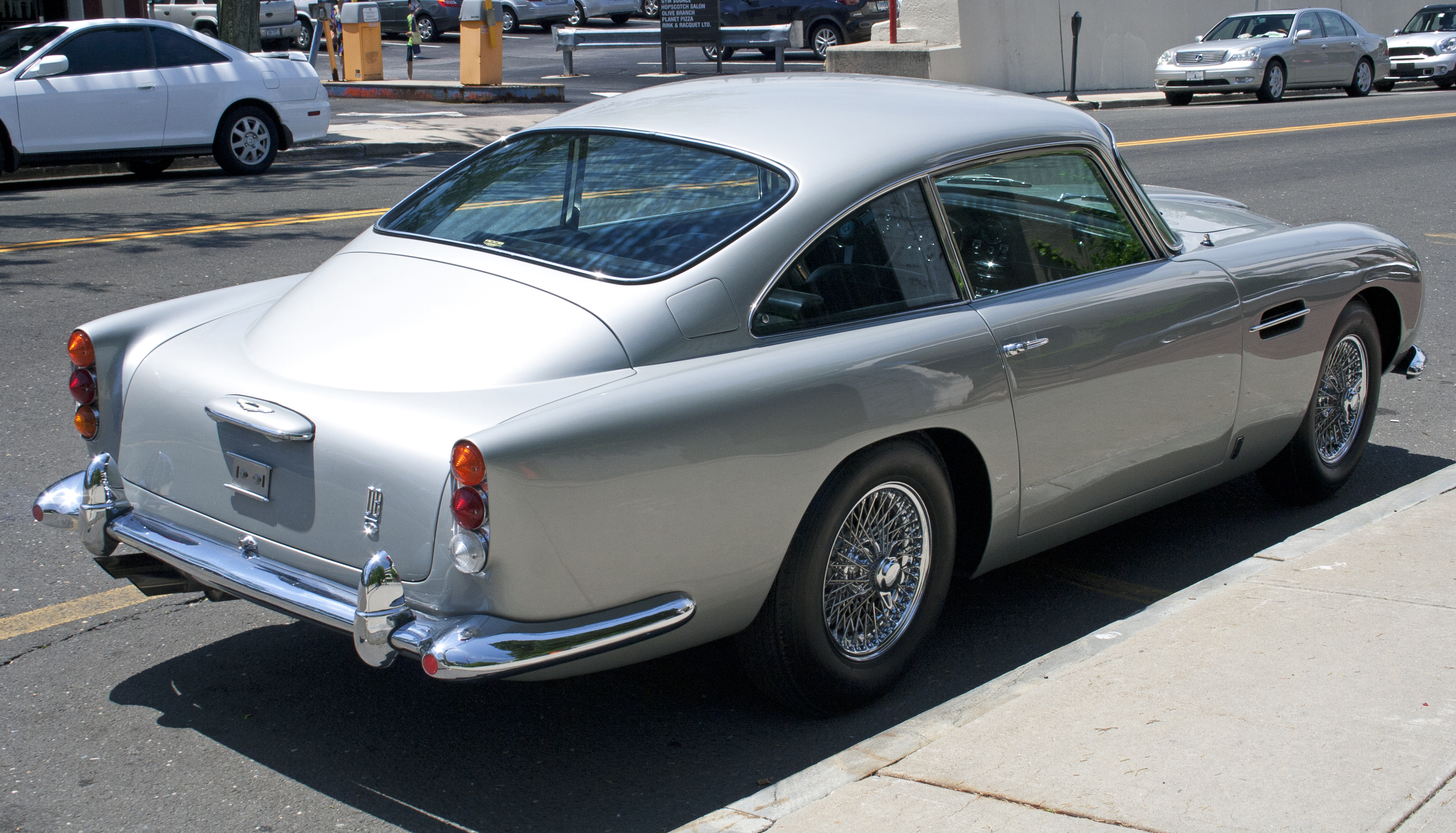
Widok z tyłu
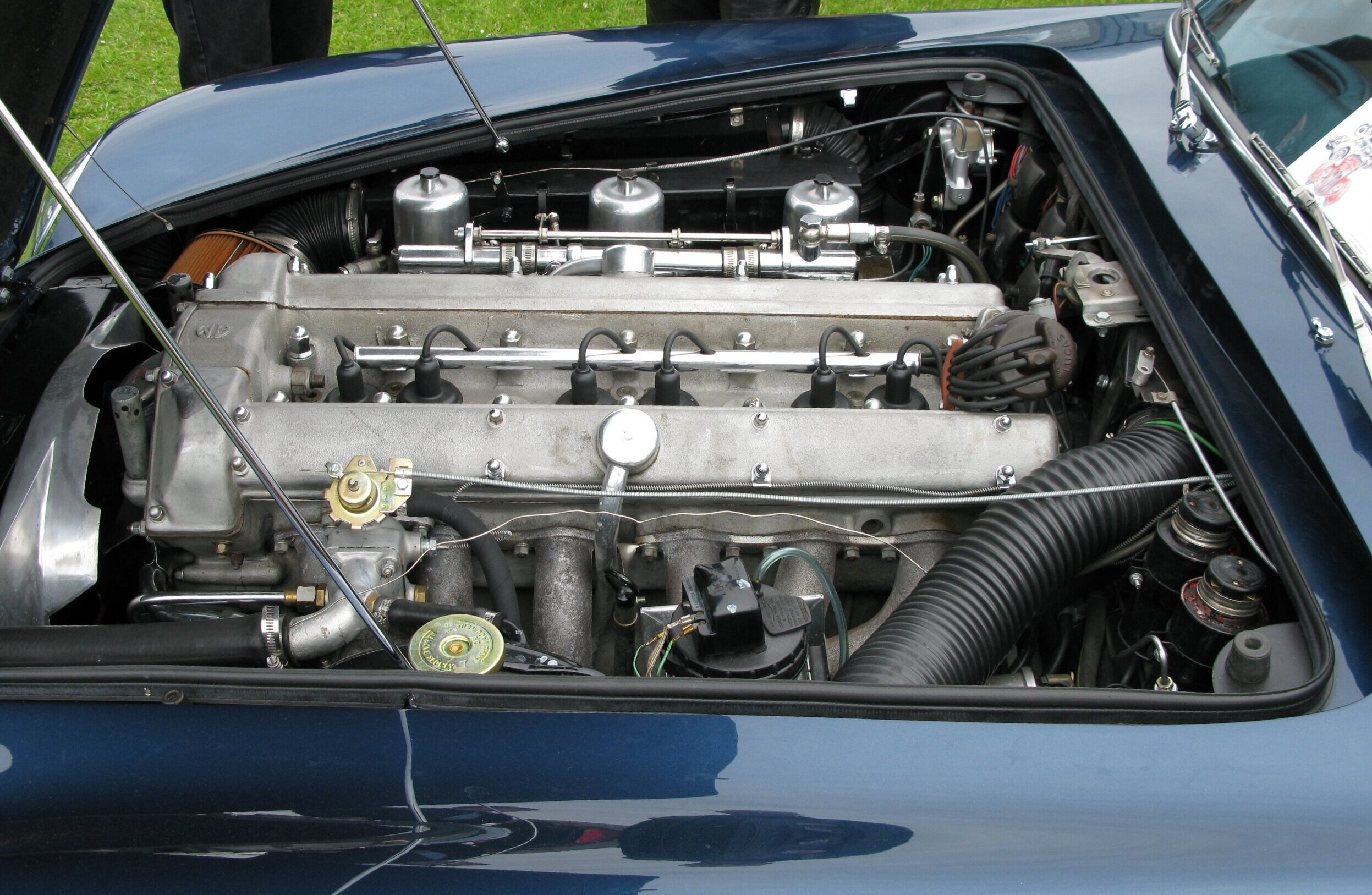
Silnik DB5
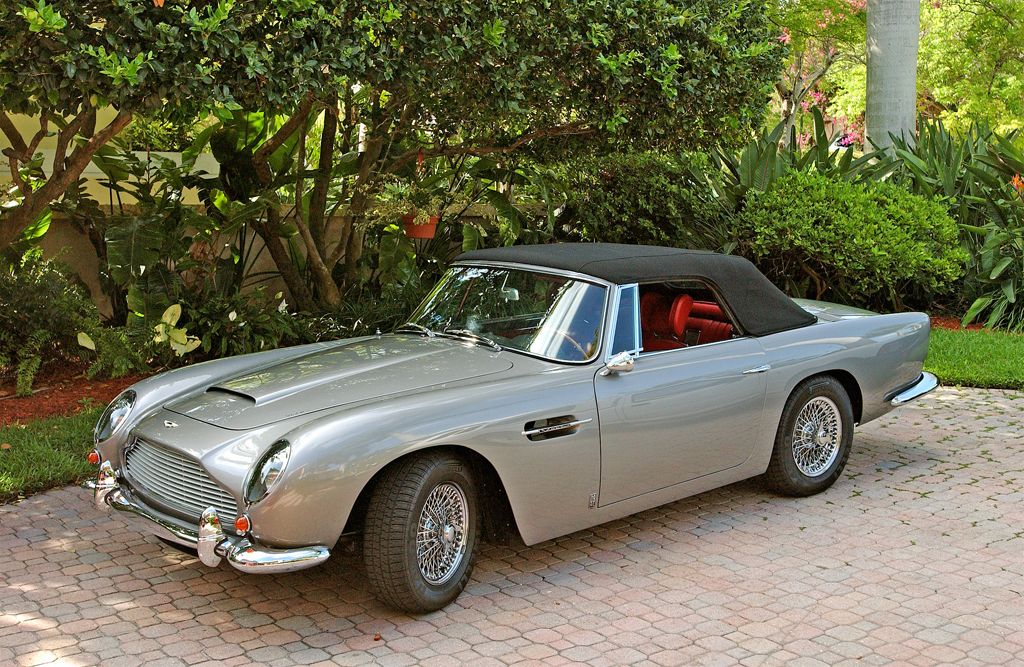
Wersja roadster